# Velika nagrada Modene 1935
Velika nagrada Modene 1935 je bila neprvenstvena dirka za Veliko nagrado v sezoni 1935. Odvijala se je 15. septembra 1935 v Modeni.

## Poročilo

### Pred dirko
Moštvo Scuderia Ferrari, glavni favorit dirke, je tokrat dirkalo s kar šestimi dirkači v postavi Tazio Nuvolari, Mario Tadini, Antonio Brivio, Carlo Pintacuda, Gianfranco Comotti in Attilio Marinoni, le Nuvolari pa je dirkal z novim dirkalnikom Tipo C. Giuseppe Farina je prvič nastopil v novem dirkalniku Maserati V8RI, pojavile pa so se govorice, da bo za moštvo Scuderia Subalpina nastopil Achille Varzi namesto poškodovanega Philippa Étancelina, toda iz tega ni bilo nič.

### Dirka
Na štartu je povedel Giuseppe Farina, toda v šestem krogu ga je prehitel Tazio Nuvolari. Po odstopu Farine le krog kasneje pa nihče več ni mogel preprečiti zmagoslavja Ferrarija, dosegli so kar štirikratno zmago, za Nuvolarijem so se zvstili Tadini, Pintacuda in Brivio, vsi z manj kot polminutnim zaostankom, petouvrščeni Emilio Romano, ki je bil tudi zadnji uvrščeni dirkač, pa je z Bugattijem T51 zaostal kar deset krogov. 

## Rezultati

### Dirka
| Poz | Št | Dirkač               | Moštvo             | Dirkalnik         | Krogi | Čas/Odstop  | Št. m. |
| --- | -- | -------------------- | ------------------ | ----------------- | ----- | ----------- | ------ |
| 1   | 14 | Tazio Nuvolari       | Scuderia Ferrari   | Alfa Romeo Tipo C | 60    | 1:47:57,0   | 5      |
| 2   | 20 | Mario Tadini         | Scuderia Ferrari   | Alfa Romeo P3     | 60    | + 15,4 s    | 8      |
| 3   | 4  | Carlo Pintacuda      | Scuderia Ferrari   | Alfa Romeo P3     | 60    | + 22,0 s    | 1      |
| 4   | 18 | Antonio Brivio       | Scuderia Ferrari   | Alfa Romeo P3     | 60    | + 25,4 s    | 7      |
| 5   | 16 | Emilio Romano        | Privatnik          | Bugatti T51       | 50    | +10 krogov  | 5      |
| Ods | 12 | Attilio Marinoni     | Scuderia Ferrari   | Alfa Romeo P3     | 45    | Diferencial | 4      |
| Ods | 6  | Gianfranco Comotti   | Scuderia Ferrari   | Alfa Romeo P3     | 8     | Zavore      | 2      |
| Ods | 8  | Giuseppe Farina      | Scuderia Subalpina | Maserati V8RI     | 7     | Rezervoar   | 3      |
| DNA | 2  | Luigi Soffietti      | Privatnik          | Maserati 8CM      |       |             |        |
| DNA | 10 | Victor-Hugo Mallucci | Scuderia Subalpina | Maserati 6C 34    |       |             |        |